# Julian van Lijden
Julian van Lijden (* 18. Oktober 1992 in Bogotá, Kolumbien) ist ein niederländischer Eishockeyspieler, der zuletzt bei FASS Berlin in der deutschen Regionalliga Nord unter Vertrag stand.

## Karriere

### Clubs
Julian van Lijden begann seine Karriere als Eishockeyspieler beim Krefelder EV, für den er von 2004 bis 2006 in der deutschen Schüler-Bundesliga spielte. Anschließend stand er drei Jahre bei den Eisbären Juniors Berlin auf dem Eis. Dort war er zunächst ebenfalls in der Schüler Bundesliga und danach in der Deutschen Nachwuchsliga aktiv. 2009 kehrte er für ein Jahr nach Krefeld zurück und spielte auch dort in der DNL. Anschließend spielte er für die zweite Mannschaft des EC Red Bull Salzburg, die Topeka Roadrunners aus der North American Hockey League, das U20-Team des SC Bietigheim-Bissingen, die Moskitos Essen, die Tilburg Trappers, mit denen er 2014 niederländischer Meister wurde und auch den Pokalwettbewerb gewann, und die Eindhoven Kemphanen. Für keinen dieser Klubs war er mehr als ein Jahr aktiv. Seit 2015 spielt er erneut in Deutschland, zunächst bei FASS Berlin und seit 2016 beim ECC Preussen Berlin in der Oberliga Nord. Im November 2018 wechselte er wiederum zu FASS Berlin in die Regionalliga Ost, wurde dort aber nach Differenzen bereits im Dezember 2018 wieder entlassen.

### International
Für die Niederlande nahm van Lijden an den Spielen der U18-Weltmeisterschaften in der Division I 2008 und der Division II 2009 und 2010 sowie den U20-Junioren-Weltmeisterschaften 2009 und 2010 ebenfalls in der Division II teil.
Für die Herren-Nationalmannschaft debütierte er bei der Weltmeisterschaft 2015 in der Division I, musste mit den Oranjes aber den Abstieg hinnehmen. So spielte er 2016 in der Division II und trug als bester Torschütze (gemeinsam mit seinem Landsmann Kevin Bruijsten) zum sofortigen Wiederaufstieg in die Division I bei. Nachdem die Niederländer 2017 ohne van Lijden erneut abstiegen, spielte er bei der Weltmeisterschaft 2018 wiederum in der Division II und erreichte wie schon 2016 den umgehenden Wiederaufstieg.

## Erfolge und Auszeichnungen
- 2014 Niederländischer Meister und Pokalsieger mit den Tilburg Trappers

### International
- 2016 Aufstieg in die Division I, Gruppe B, bei der Weltmeisterschaft der Division II, Gruppe A
- 2016 Bester Torschütze der Weltmeisterschaft der Division II, Gruppe A (gemeinsam mit Kevin Bruijsten)
- 2018 Aufstieg in die Division I, Gruppe B, bei der Weltmeisterschaft der Division II, Gruppe A